# Stephanostomum filiforme
Stephanostomum filiforme är en plattmaskart. Stephanostomum filiforme ingår i släktet Stephanostomum och familjen Acanthocolpidae. Inga underarter finns listade i Catalogue of Life.